# مپرتون
مپرتون (به انگلیسی: Maperton) یک روستا و محله مدنی در بریتانیا است که در سامرست جنوبی واقع شده‌است. مپرتون ۱۴۰ نفر جمعیت دارد.